# 小川大介 (実業家)
小川 大介（おがわ だいすけ）は、日本の実業家。ダイセル化学工業代表取締役社長や、同社代表取締役会長日本化学工業協会副会長などを務めた。

## 人物・経歴
1967年大阪市立大学商学部卒業。ダイセル化学工業取締役経営企画部長、常務取締役を経て、1999年から代表取締役社長を務め、選択と集中を進めて9期連続の増益を実現した。2010年代表取締役会長。日本化学工業協会副会長なども務めた。2014年旭日中綬章受章。